# Alfred-Lion-Steg
Der Alfred-Lion-Steg ist eine Fuß- und Radwegbrücke im Berliner Bezirk Tempelhof-Schöneberg.
Die 93,30 Meter lange, zweifeldrige Konstruktion aus Stahlrohrfachwerk entstand im Rahmen des Stadtumbaus West (Fördergebiet Schöneberg-Südkreuz) und wurde im November 2012 eröffnet. Sie führt die Hertha-Block-Promenade des gleichfalls neu geschaffenen Ost-West-Grünzugs nördlich des Bahnhofs Südkreuz über die Trassen der Dresdener und Anhalter Bahn und verbindet den Ortsteil Schöneberg von der Roten Insel mit dem Ortsteil Tempelhof am Geschichtsparcours General-Pape-Straße. Benannt ist die Brücke nach Alfred Lion, Gründer und Inhaber des Jazz-Plattenlabels Blue Note.

## Die Brücke
Die gesamte Brücke gehört zum Ortsteil Schöneberg, da die Grenze zwischen Schöneberg und Tempelhof parallel zur General-Pape-Straße auf dem östlichen Bahndamm des breiten Trassengrabens verläuft.

### Bau, Kosten und Eröffnung
Die Planungen für den Steg begannen im Oktober 2008, der Baubeginn erfolgte im April 2010. Der erste Bauabschnitt umfasste die beiden Brückenüberbauten, die Ende März 2011 eingehoben wurden, und die östliche Treppen- und Rampenanlage auf der Tempelhofer Seite. Der Bauabschnitt war im September 2011 vollendet. Der zweite Bauabschnitt galt einer doppelläufigen Rampe auf der Schöneberger Westseite mit den Verbindungen zum Ost-West-Grünzug und zur Schöneberger Schleife (siehe unten). Auftraggeber war das Bezirksamt Tempelhof-Schöneberg, Bauherr die Senatsverwaltung für Stadtentwicklung und Umwelt (Abt. X: Projektbereich Ingenieurbauwerke Entwurf), die auch die Projektsteuerung wahrnahm. Die Ausführung der Brücke erfolgte durch das Büro Kolb Ripke Architekten Planungsgesellschaft mbH. Das Bauvolumen für den Steg gab das Architekturbüro mit 2,6 Millionen Euro an, die Gesamtbaukosten inklusive aller Rampen betrugen laut Senatsverwaltung 3,4 Millionen Euro. Zur Finanzierung der Brücke wie auch des gesamten Grünzugs dienten die Förderprogramme des Stadtumbaus West (Projekte im Fördergebiet Schöneberg-Südkreuz), die zu 50 Prozent vom Europäischen Fonds für regionale Entwicklung (EFRE) und zu 33 Prozent vom Bund getragen wurden.
Zu Jazz-Stücken des Lion’schen Plattenlabels eröffneten der damalige Stadtentwicklungssenator Michael Müller, Bezirksbürgermeisterin Angelika Schöttler, Bezirksstadträtin Sibyll-Anka Klotz und Bezirksstadtrat Daniel Krüger am 8. November 2012 den Steg gemeinsam mit der Hertha-Block-Promenade. In den Ansprachen wurde insbesondere hervorgehoben, dass die Brücke das weitere Zusammenwachsen der beiden Bezirksteile Tempelhof und Schöneberg fördere. Ein kleines Projekt für Berlin, aber ein großes für Tempelhof-Schöneberg – so die zuständige Stadträtin Klotz vom Bündnis 90/Die Grünen.

### Konstruktion

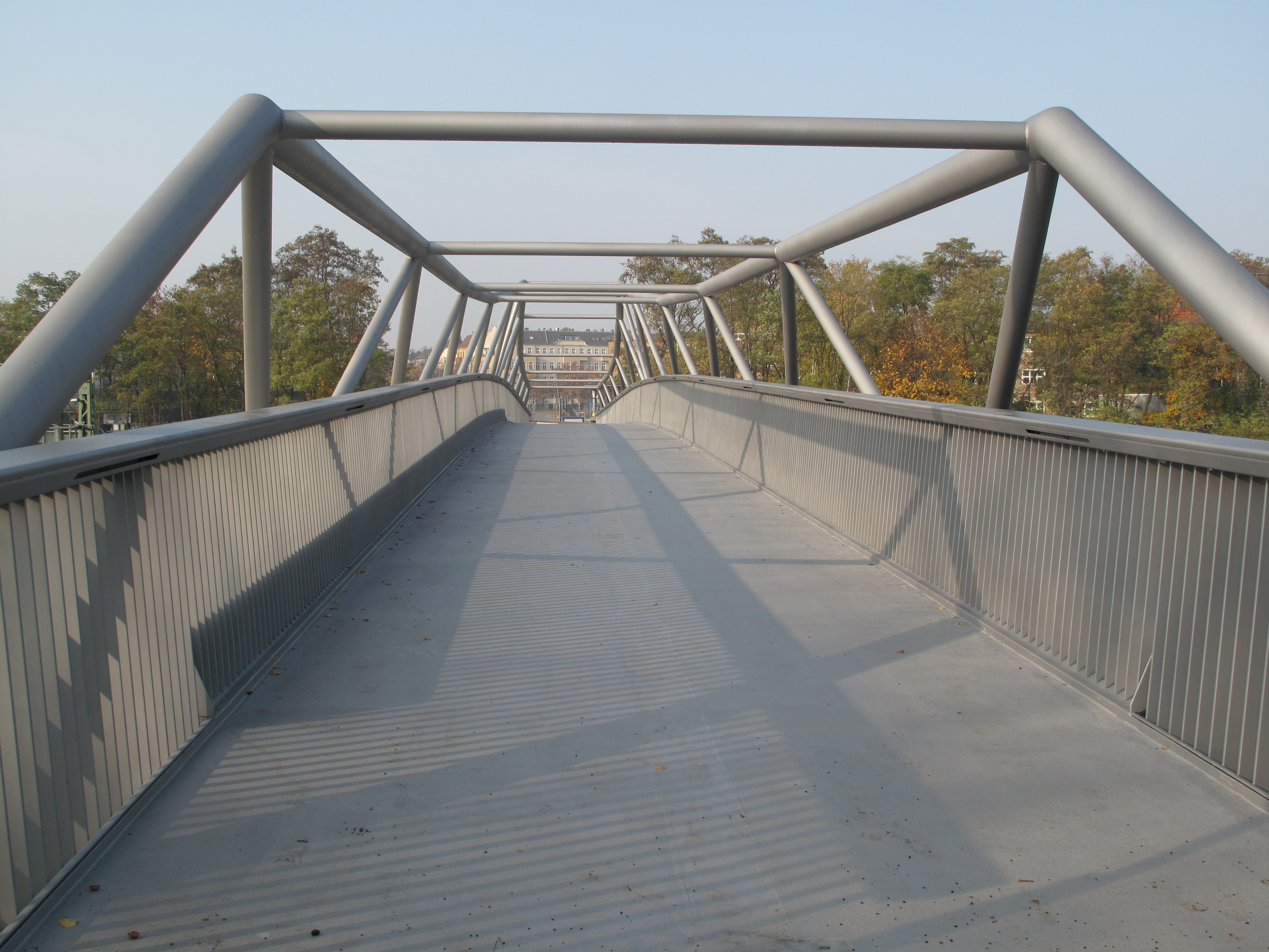
Blick von Tempelhof zur Roten Insel

Namensschild am eröffneten Steg

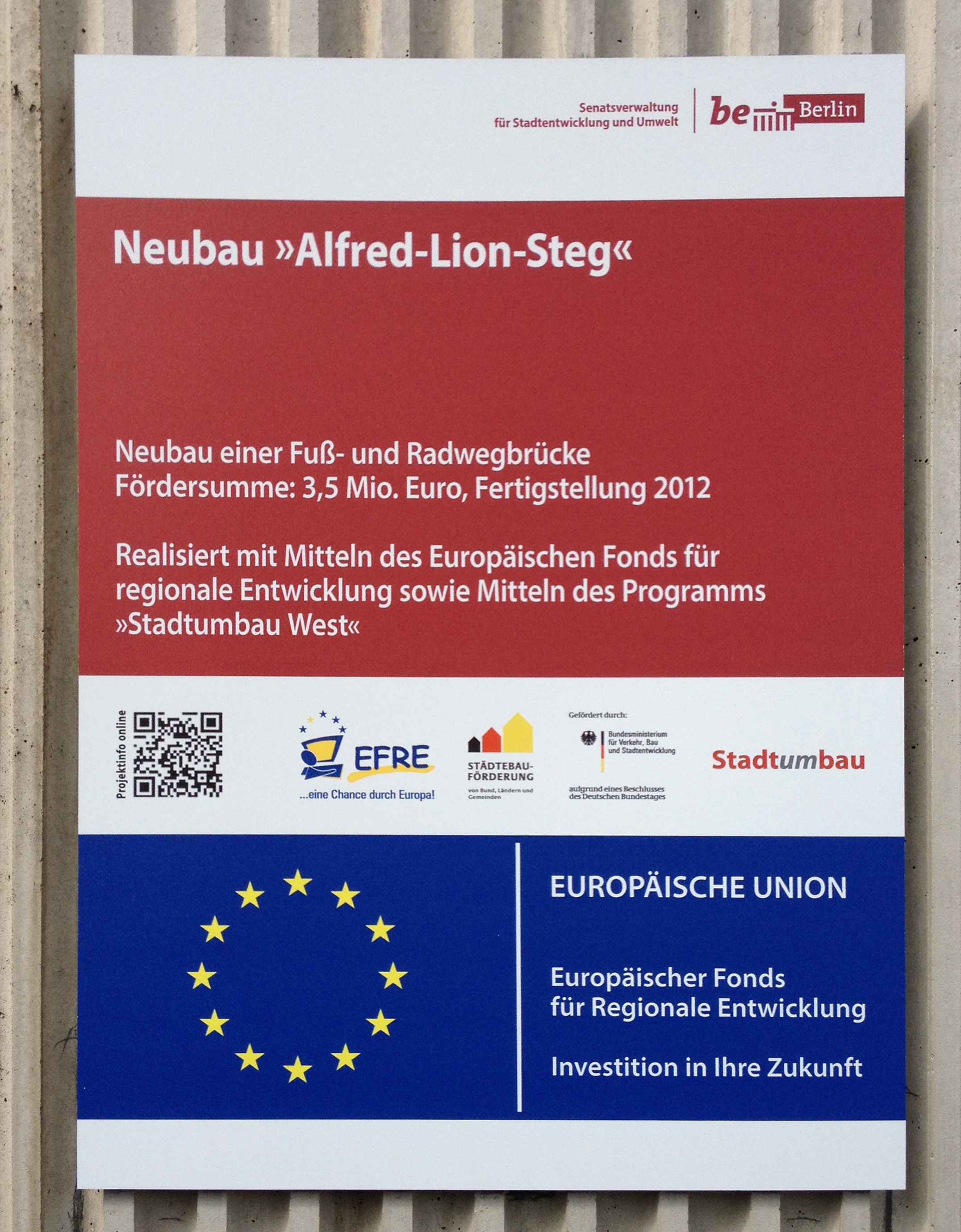
Infoschild

Die Brücke ruht auf je einem Widerlager auf dem östlichen und westlichen Bahndamm sowie auf einem Stützpfeiler, der zwischen den Gleisen errichtet wurde. Die Spannweiten betragen 50,00 und 34,21 Meter. Die Gesamtlänge des barrierefreien Stegs aus zweifeldrigem Stahlrohrfachwerk erreicht 90,30 Meter. Die Brückenbreite liegt bei sechs Metern, die nutzbare Breite bei vier Metern. Das Architekturbüro Kolp Ripke, das 1997 gemeinsam mit weiteren Büros den Wettbewerb für die Dresdener Waldschlößchenbrücke gewonnen hatte, beschreibt die Konstruktion wie folgt:

„Die Konstruktion besteht aus über zwei Felder durchlaufendes Stahlrohrfachwerk, die [sich] nach innen neigen und einen trapezförmigen Querschnitt ergeben. Das Handlaufprofil der Geländer wird an den Diagonalen des Fachwerkes befestigt und enthält integrierte Leuchten. Das Brückendeck wird auf Querträgern aufgelagert, die zwischen den Untergurten der Fachwerkträger spannen. Die Mittelstützung und die beiden Widerlager werden in Beton ausgebildet und dezent mit einer Sichtbetonstruktur gestaltet. Das Fachwerk, in hellem Alugrau, schwingt sich beidseitig bis zur Mitte parabolisch hoch und schafft einen dramatischen Brückenraum. Der Besucher betritt die Brücke durch ein Tor aus dem trapezförmigen Fachwerk und erfährt beim Durchqueren die Dramaturgie des Bauwerkes.“

Auf der Schöneberger Westseite erfolgt die Anbindung durch eine zweiläufige Rampenanlage. Eine der Rampen führt in Verlängerung der Brückenachse zur neuen Wilhelm-Kabus-Straße und weiter zum Leuthener Platz. Die andere Rampe führt zum Nord-Süd-Grünzug (Schöneberger Schleife) unterhalb der Brücke. Auf der Tempelhofer Ostseite bindet eine kombinierte Rampen- und Treppenanlage den Steg an die General-Pape-Straße an.

## Umstrittene Namensgebung: Alfred Lion oder Hertha Block
Der namensgebende Alfred Lion wurde 1908 auf der Roten Insel der zu dieser Zeit noch selbstständigen Stadt Schöneberg als Alfred Löw oder Loew geboren. Lange wurde die Gotenstraße 7 für sein Geburtshaus gehalten. Als Jude sah sich Löw gezwungen, Nazideutschland den Rücken zu kehren. Über Chile emigrierte er zwischen 1936 und 1938 in die USA, wo er sich als Mitbegründer des Jazz-Plattenlabels Blue Note einen Namen machte. Lion prägte den Satz „It must schwing!“ Er starb 1987 in San Diego.
Die Benennung des Stegs nach Alfred Lion war in der Bezirksverordnetenversammlung Tempelhof-Schöneberg umstritten. Als Namensgeberin stand auch die Bibliothekarin Hertha Block zur Debatte, die im Bund proletarisch-revolutionärer Schriftsteller aktiv und am 26. Juli 1933 gemeinsam mit den Schriftstellern Werner Ilberg und Walter Stolle von der SA verhaftet worden war. Mit der Begründung, sie habe „noch im Juni 1933 mit kommunistisch eingestellten Literaten Verkehr gepflegt“, wurde Block für acht Wochen im nahegelegenen SA-Gefängnis Papestraße eingekerkert. Ihre Bemühungen um Wiederaufnahme in den öffentlichen Dienst scheiterten anschließend. 1936 wurde sie erneut festgenommen und zu 15 Monaten Haft wegen Hochverrats verurteilt. Nach der Entlassung ließ sie ihre Kontakte zum Widerstand ruhen. Nach dem Zweiten Weltkrieg war sie am Wiederaufbau der Wilmersdorfer Stadtbibliothek und der Wiederaufbereitung der vor den Nazis versteckten Bücher beteiligt. Dazu gehörte die rund 8000 Bände umfassende Sammlung geisteswissenschaftlicher Werke Ludwig Geigers, die der jüdische Goethe-Forscher dem Bezirksamt Wilmersdorf vererbt hatte. Ab 1952 leitete Hertha Block den Aufbau der Bibliotheks-Zweigstelle im Rathaus Schmargendorf. Bis zu ihrer Pensionierung 1972 ging sie ihrem Beruf nach.
Während sich die Bezirks-Politiker der CDU und von Bündnis 90/Die Grünen für die Benennung nach Alfred Lion einsetzten, befürwortete die SPD Hertha Block als Namensgeberin. Die SPD unterstellte ihren Widersachern in einem Blog-Beitrag, „dass sie zum einen“, wie ein Kritiker zusammenfasste, „eine Frauen-Benennung umgehen wollten, zum anderen weist die Autorin süffisant darauf hin, dass es sich bei ,Blue Note’ um ein Plattenlabel und Tochterunternehmen von EMI handelt. Zudem suggeriert der Text, dass lediglich Hertha Block dazu beitragen könne‚ die Gedenkkultur in den Alltag der Menschen und den öffentlichen Raum zu transportieren.“ Eine feierliche symbolische Benennung des Stegs nach Hertha Block am 30. April 2011, an der Mitglieder der Arbeitsgemeinschaft sozialdemokratischer Frauen Tempelhof Schöneberg (ASF) beteiligt waren, blieb wirkungslos; die Brücke erhielt den Namen Alfred-Lion-Steg. Mit der Bezeichnung Hertha-Block-Promenade für den Weg des Ost-West-Grünzugs hatte die SPD-Initiative allerdings einen Teilerfolg.

## Ost-West-Grünzug
Der Ost-West-Grünzug führt von der Tempelhofer Gontermannstraße bis zum Schöneberger Leuthener Platz auf der Roten Insel. Die Gesamtlänge beträgt rund 600 Meter, die Kosten für dessen Anlage betrugen 4,8 Millionen Euro – jeweils inklusive Brücke, dem Kernstück des Grünzugs.

### Hertha-Block-Promenade

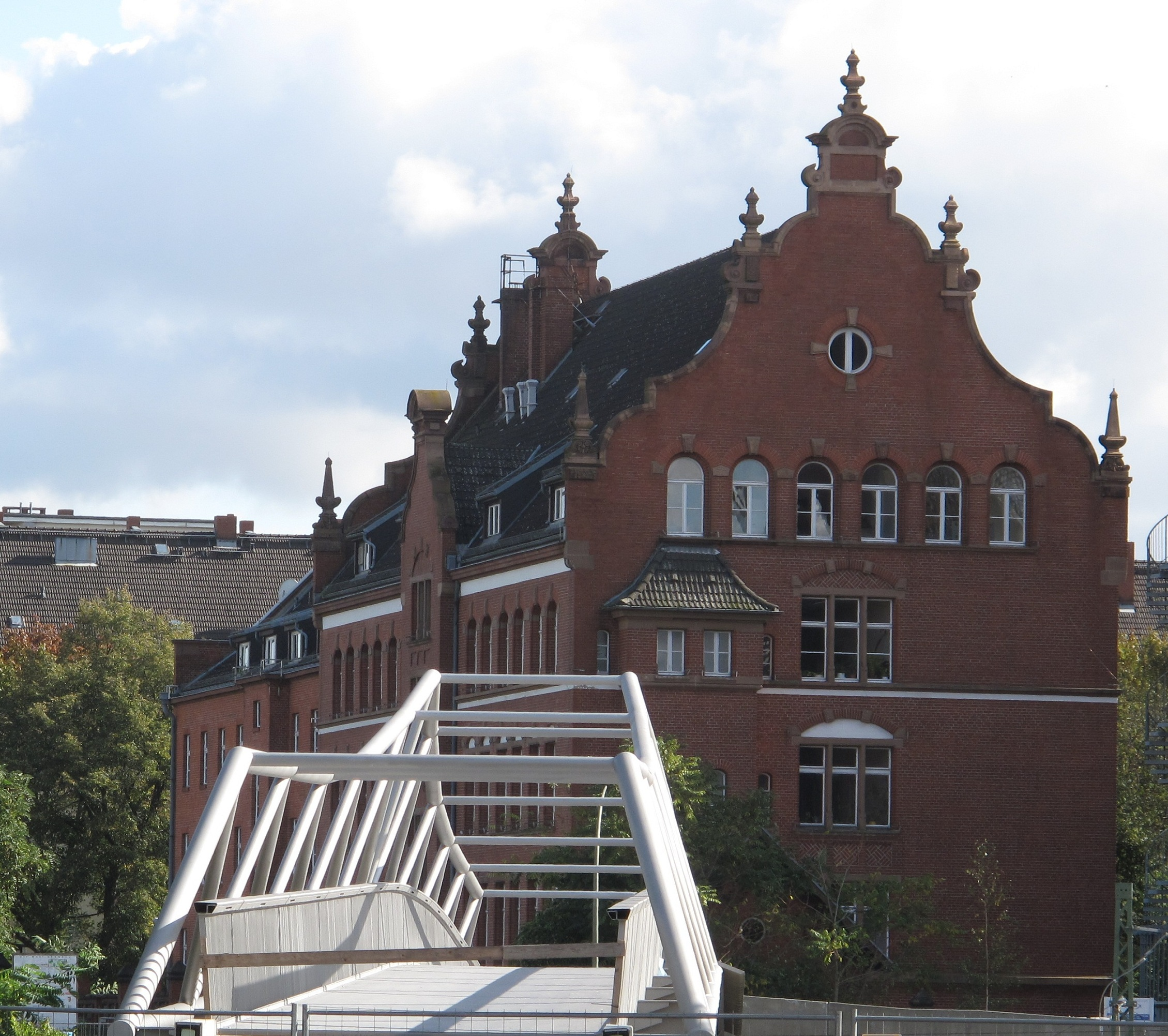
Der Steg mit einem ehemaligen Dienstgebäude der Landwehrinspektion, heute ein Teil des Robert Koch-Instituts

Die asphaltierte, vier Meter breite und teils von Laternen gesäumte Hertha-Block-Promenade ist beidseitig von einem Rasenstreifen und teilweise von Alleenreihen mit Säulen-Ahorn eingefasst. Zwischen der Gontermannstraße und General-Pape-Straße führt der Weg – in Sichtachse zur markanten Landmarke Gasometer Schöneberg – am nördlichen Rand des ehemaligen preußischen Militärgeländes mit seinen historischen Klinkerbauten entlang. Die denkmalgeschützten Kasernen des 1. Preußischen Eisenbahnregiments und die Dienstgebäude der Landwehrinspektion wurden zwischen 1870 und 1898 am Westrand des Tempelhofer Feldes errichtet, das seit 1722 als militärisches Übungsgelände und Paradeplatz der Berliner Garnison genutzt wurde. Die gleichfalls denkmalgeschützte Klinkermauer bildet die Grundstücksgrenze. Nördlich der Promenade schließt sich die Kleingartenkolonie Papestraße an, deren zulaufende Wege an die Hertha-Block-Promenade angeschlossen wurden. Auf Höhe der Nummern 62–66 erreicht der Weg die General-Pape-Straße mit dem Geschichtsparcours Papestraße, zu dem neben den Militärbauten der Schwerbelastungskörper und das SA-Gefängnis Papestraße gehören. In den Gebäuden 62–66 (siehe nebenstehendes Bild) aus den Jahren 1895/1898 waren Teile der Landwehrinspektion untergebracht. Der architektonische Entwurf im Stil der Neorenaissance stammte maßgeblich vom Garnison-Bauinspektor Hermann Böhmer. Heute (Stand 2013) werden die beiden Bauten vom Robert Koch-Institut (Bereich Papestraße) genutzt.
Gegenüber diesem Gebäudekomplex führt der Alfred-Lion-Steg die Promenade über den Bahngraben auf die Schöneberger Rote Insel. Die Rampe in Verlängerung der Brückenachse verläuft durch das Gewerbegebiet Naumannstraße bis zur Wilhelm-Kabus-Straße, die 2010 zur Entlastung der parallel verlaufenden Naumannstraße angelegt und nach dem Ingenieur und Schöneberger Bürgermeister Wilhelm Kabus benannt wurde. Nach Querung der Straße endet die Hertha-Block-Promenade am Leuthener Platz.

### Erweiterung des Leuthener Platzes
Der Leuthener Platz wurde um 1905/1906 als Spiel- und Schmuckplatz bei der Verlängerung der Leuthener Straße angelegt. Ursprünglich wahrscheinlich nicht amtlich benannt, erhielt er nach dem Ersten Weltkrieg den Namen Leuthenplatz und 1930 die Bezeichnung Leuthener Platz. Der Name wurde nach der Schlacht von Leuthen gewählt, die 1757 während des Siebenjährigen Krieges bei Leuthen in Schlesien stattfand. Der rechteckige Platz liegt zwischen der Gustav-Müller-Straße und der Naumannstraße. Auf dem Platz steht ein denkmalgeschütztes ,Café Achteck’ (Bedürfnisanstalt; im Bild).

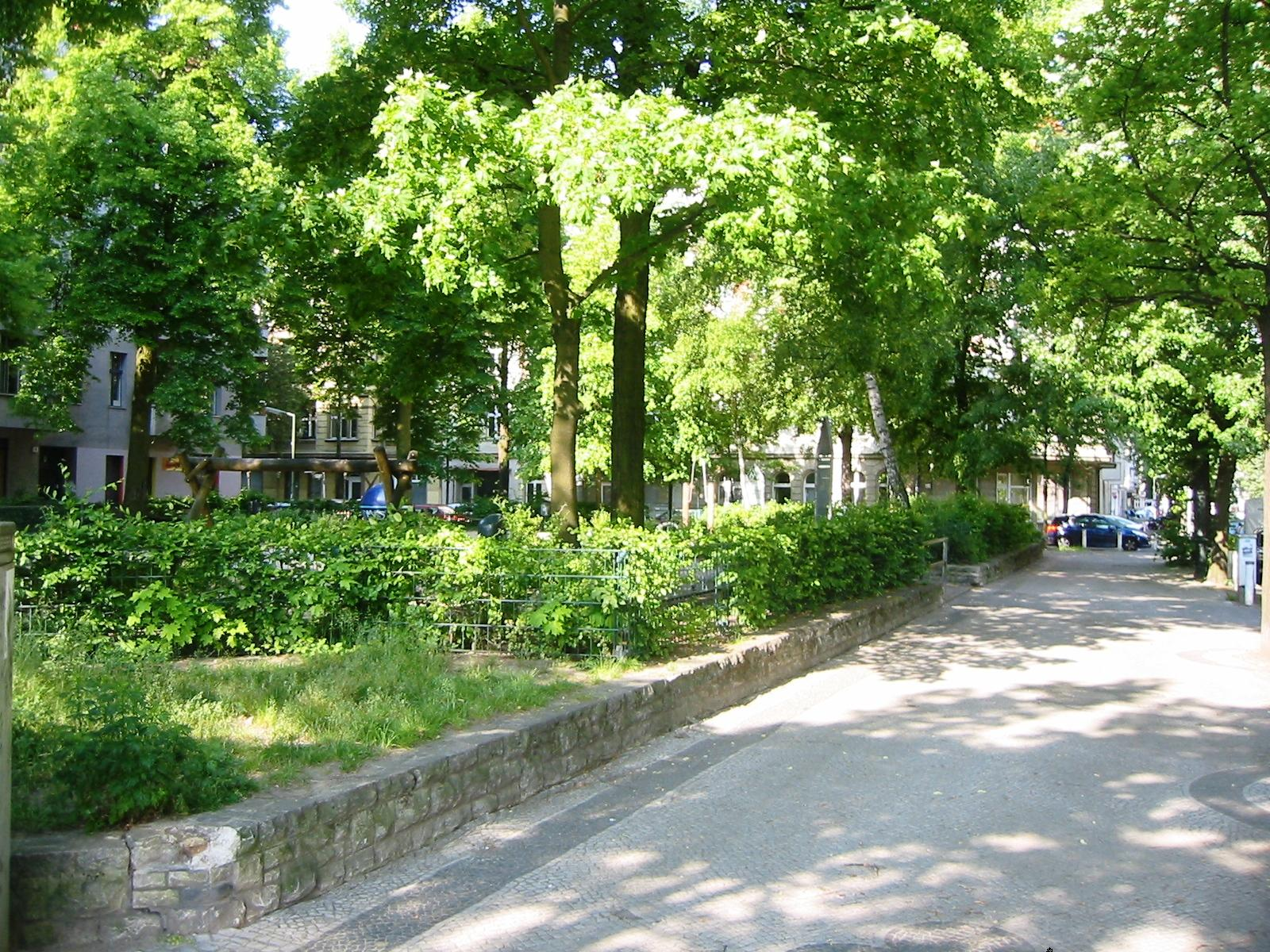
Der historische Teil des Leuthener Platzes mit der Fortsetzung der Hertha-Block-Promenade zur Naumannstraße

Als Bestandteil des Ost-West-Grünzugs wurde der Leuthener Platz, gleichfalls im Rahmen des Stadtumbaus West, parallel zur Hertha-Block-Promenade nach Osten (in der hier gewählten Verlaufsbeschreibung also zurück) Richtung Graben der Dresdener und Anhalter Bahn erweitert. Die öffentliche Grünfläche besteht aus drei unterschiedlichen Teilbereichen:
- einem Kiefernhain mit Waldkiefern auf flachen, mit Bänken ausgestatteten Terrassenflächen, die der von der Naumannstraße aus ansteigenden Topografie folgen und barrierefrei mit der Hertha-Block-Promenade verbunden sind,
- einer Lichtung – einer durch Stufen eingefassten Multifunktionsfläche innerhalb des Hains; der Niveauunterschied zwischen der Naumannstraße und der Lichtung ist mit flachen Stufen aus gelbgrauem Granit gegliedert und
- einem kleinen asphaltierten Ballspielfeld mit zwei Basketballkörben und Ballfangzaun mit angrenzender Tischtennisplatte.

Die Kosten für diese Teilmaßnahme waren mit 900.000 Euro veranschlagt. Die Arbeiten begannen im August 2010 mit der Entsorgung von unterirdischen Tanklagern auf den Industriebrachen des Gewerbegebiets östlich der Naumannstraße. Die Garten- und Landschaftsbauarbeiten wurden nach der Altlastensanierung Ende 2010 aufgenommen und wurden 2013 abgeschlossen.

## Entwicklungskonzept und Einbindung in das Berliner Wegenetz
Der Ost-West-Grünzug ist Bestandteil der Projekte im Fördergebiet Schöneberg-Südkreuz des Stadtumbaus West, das 2005 mit dem Ziel gestartet wurde, den neuen Fernbahnhof Südkreuz (vormals: Bahnhof Papestraße) in das städtische Umfeld zu integrieren, den umgebenden Stadtraum aufzuwerten und mit Grünflächen und Wegen großräumig zu vernetzen. Die Barrieren zwischen den Ortsteilen Schöneberg und Tempelhof sollen abgebaut und die Lebensqualität in den Stadtteilen soll verbessert werden. Ein angehobenes Image und die entwickelte öffentliche Infrastruktur sollen zudem Anreize für private Investitionen in Gewerbe, Handel und Wohnen schaffen. Das Gesamtprojekt soll Ende 2015 abgeschlossen sein.

### Grünvernetzung und Schöneberger Schleife
Im Einzelnen ist/wird der Ost-West-Grünzug im Rahmen der Grünvernetzung wie folgt angebunden:

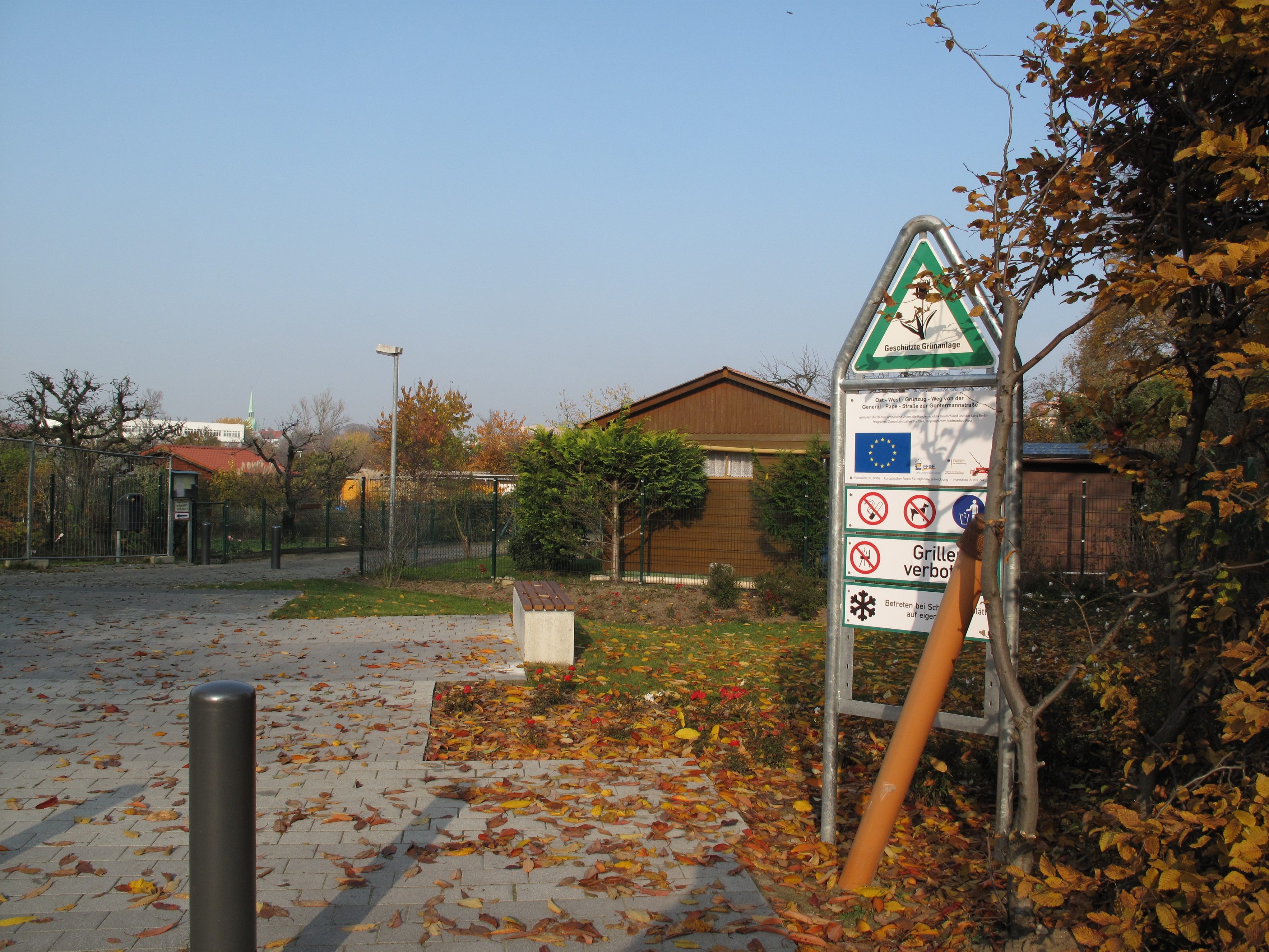
Kleingärten an der Hertha-Block-Promenade (im Bau 2011) an der Ecke zur Gontermannstraße

- Nach Osten von der Gontermannstraße über die Parkring-Anlagen der Gartenstadt Neu-Tempelhof an den 2010 eröffneten Tempelhofer Park auf dem Gelände des ehemaligen Flughafens Tempelhof, den mit über 300 Hektar größten Park Berlins.
- Nach Westen vom Leuthener Platz über das zentrale Grünprojekt der Schöneberger Schleife mit dem bereits fertiggestellten Cheruskerpark am Nordende des GASAG-Geländes am Gasometer zum Heinrich-Lassen-Park/Rudolph-Wilde-Park, der wiederum als Teil einer Glazialen Nebenrinne der Grunewaldseenkette über den Volkspark Wilmersdorf und weitere Grünanlagen an den Grunewald anschließt.[22]

Das Schlüsselprojekt Schöneberger Schleife wird den Ost-West-Grünzug sowohl am Leuthener Platz wie auch über die bereits fertiggestellte zweite Rampe am Westende des Alfred-Lion-Stegs nach Nord und Süd vernetzen. Die Schleife wird als Fuß-, Rad- und Skaterrundweg angelegt und führt vom bereits im Bau befindlichen Flaschenhals – einer Süderweiterung des 2011 teileröffneten Parks am Gleisdreieck – im Bahngraben unter dem angebundenen Alfred-Lion-Steg bis zum Bahnhof Südkreuz und von dort in einer Schleife über das GASAG-Gelände, den Cheruskerpark und die Wannseebahn zurück zu den Yorckbrücken am Flaschenhals. Die Schöneberger Schleife verbindet den Ost-West-Grünzug zudem mit dem Radfernweg Berlin–Leipzig und damit mit dem überregionalen Radwegesystem und vernetzt ihn großräumig
- nach Norden  über den Flaschenhals, Park am Gleisdreieck und die Parkanlagen am Potsdamer Platz mit dem Spreebogenpark am Regierungsviertel sowie
- nach Süden über den Bahnhof Südkreuz, Hans-Baluschek-Park und Natur-Park Schöneberger Südgelände mit dem Insulaner.[24]

Damit vernetzt die Schöneberger Schleife den Ost-West-Grünzug mit dem 40 Kilometer langen Nord-Süd-Weg, der als Wanderweg 5 der 20 grünen Hauptwege Berlins von Nord entlang der Panke nach Süd bis zum Regionalpark Teltow Park führt.

### Geschichtsparcours Naumannstraße, Leber-Gedenkstätte
Gleichfalls im Rahmen des Gesamtprojekts ist der Geschichtsparcours Naumannstraße im von der Schleife umschlossenen Gewerbegebiet als Pendant zum Geschichtsparcours Papestraße geplant. Als erster Schritt zu diesem Parcours wurde der Kunstwettbewerb „Denkzeichen Kohlenhandlung Annedore und Julius Leber“ an der Torgauer Straße ausgelobt. Als Mitarbeiter der Kohlenhandlung „Bruno Meyer Nachf.“ getarnt hatte der SPD-Politiker, Reichstagsabgeordnete, Widerstandskämpfer und später von den Nationalsozialisten ermordete Leber zusammen mit gleichgesinnten Freunden zwischen 1937 und 1944 Kontakte zu sozialdemokratischen und bürgerlich-zivilen Widerstandsgruppen wie dem Kreisauer Kreis aufgebaut; die traditionell „rote“ – also politisch eher linke – Orientierung seiner Bevölkerung und die Insellage zwischen verschiedenen Bahngleisen gab dem Viertel den Namen Rote Insel. Die Wettbewerbsjury empfahl die Realisierung des Entwurfs Windfang der Künstlerin Katharina Karrenberg. Nach dem Entwurf sollen der Sockel und die Eingangstreppe der ehemaligen Kohlenhandlung in der Torgauer Straße 24/26 – soweit das Häuschen abgerissen wird – aus Beton neu gegossen werden. Der Grundriss des Gebäudes soll als Podest auf das Element eines Windfangs reduziert werden, das Wort Windfang soll mit einer eingegossenen Sütterlin-Inschrift (zur Erinnerung an die schriftstellerische Tätigkeit Annedore Lebers) auf einer Betonplatte im Boden abgebildet werden. Allerdings ist unklar, ob das Haus tatsächlich abgerissen und der Entwurf realisiert wird. Noch 2012 beschloss das Bezirksparlament, die Bausubstanz zu erhalten und ein neues Konzept für einen Gedenkort entwickeln zu lassen; hierfür wiederum gibt es noch keine Finanzierung, da die bislang bereitgestellten Mittel für den Wettbewerb/das Kunstwerk zweckgebunden waren.